# Joe R. Pool
Joe R. Pool właściwie Joseph Richard Pool (ur. 18 lutego 1911 w Fort Worth, zm. 14 lipca 1968 w Houston) – amerykański polityk, członek Partii Demokratycznej.

## Działalność polityczna
W okresie od 3 stycznia 1963 do 3 stycznia 1967 przez dwie kadencje był przedstawicielem dużego okręgu i od 3 stycznia 1967 do śmierci 14 lipca 1968 przez jedną kadencję przedstawicielem 3. okręgu wyborczego w stanie Teksas w Izbie Reprezentantów Stanów Zjednoczonych.